# Куп СР Југославије у рагбију 2002.
Куп СР Југославије у рагбију 2002. је било 10. издање Купа Савезне Републике Југославије у рагбију. 
Трофеј је освојио Дорћол.
| Освајач купа Југославије у рагбију 2002. |
| ---------------------------------------- |
| Дорћол 2. трофеј                         |